# Antonio de Filistri da Caramondani
Antonio de Filistri da Caramondani (* 1760 in Venedig; † nach 1811) war ein italienischer Librettist und Dichter.

## Leben und Werk
Filistri lebte seit 1787 in Berlin, wo er preußischer Hofdichter war.
Filistri war hauptsächlich für die königliche Oper beschäftigt und arbeitete mit verschiedenen Komponisten zusammen. Er schrieb das Libretto für Johann Friedrich Reichardts Oper Brenno, die 1789 in der königlichen Hofoper Unter den Linden Premiere hatte. Sein Werk Callirhoe. Ein thespisches Trauerspiel in Einem Akt mit Chören und Tänzen, vom Hrn Hofdichter und Intendanten von Filistri vertonte der Berliner Komponist und Kapellmeister Joseph Augustin Gürrlich (1761–1817). Dieses Werk ist insofern von Bedeutung, weil es sich in die Reihe der Experimente zur Belebung des antiken Dramas fügte. Das Trauerspiel wurde zuerst an der Hofoper, dann auf dem von August Wilhelm Iffland geleiteten Berliner Königlichen Nationaltheater aufgeführt. Wie auch an der Oper sang im Nationaltheater die italienische Sängerin Maria Marchetti Fantozzi († nach 1807). Vor der Aufführung hielt Filistri eine Rede über die Intentionen des Stückes. Über die Aufführung am 9. Mai 1807 schreibt der anonyme Rezensent:

„Der Verfasser hat seinen Stoff der mythischen Fabel treu, einfach und interessant behandelt, und dieses Verdienst ist gewiß wesentlicher, als eine problematische Nachbildung des thespischen Trauerspiels, das kein Urbild zur Vergleichung mehr darbietet.“

Neben Reichardt und Gürrlich schrieb Filistri auch Libretti für Vincenzo Righini und Friedrich Heinrich Himmel.

## Libretti (Auswahl)
- Medea in Colchide (UA, Berlin, 16. Oktober 1788)
- Brenno (UA, Berlin, 16. Oktober 1788)
- Il ritorno d’Ulysse a Penelope (UA, Berlin, 25. Januar 1790)
- Dario (UA, Berlin, 14. Februar 1791)
- Vasco di Gama (UA, Berlin, 20. Januar 1792)
- Enea nel Lacio (UA, Berlin, 7. Januar 1793)
- Il triofone d’Ariane (UA, Berlin 28. Dezember 1793)
- Atlanta e Meleagro (UA, Berlin, 15. Februar 1797)
- Tiagranes (UA, Berlin, 20. Januar 1800)
- Rosmonda (UA, Berlin 6. Februar 1801)
- Der Zauberwald und das befreite Jerusalem (UA, Berlin, 21. Januar 1803)[3]